# Stadion Centralny w Homlu
Stadion Centralny w Homlu – stadion piłkarski w Homlu, na Białorusi. Obiekt może pomieścić 14307 widzów. Został otwarty w 2004 roku. Swoje spotkania rozgrywa na nim drużyna FK Homel.